# Ninh Tây
Ninh Tây là một xã thuộc thị xã Ninh Hòa, tỉnh Khánh Hòa, Việt Nam.
Xã Ninh Tây có diện tích 282,88 km², dân số năm 1999 là 3.142 người, mật độ dân số đạt 11 người/km².
Xã Ninh Tây là điểm dân cư vùng núi phía Tây Bắc tỉnh Khánh Hòa, giáp ranh với tỉnh Đắk Lắk, nơi sinh sống của đồng bào dân tộc Ê Đê chiếm đa số.